# Município de Perry (condado de Stark, Ohio)
O município de Perry (em inglês: Perry Township) é um município localizado no condado de Stark no estado estadounidense de Ohio. No ano de 2010 tinha uma população de 28.353 habitantes e uma densidade populacional de 470,1 pessoas por km².

## Geografia
O município de Perry encontra-se localizado nas coordenadas 40° 46′ 17″ N, 81° 28′ 03″ O. Segundo a Departamento do Censo dos Estados Unidos, o município tem uma superfície total de 60.31 km², da qual 59.77 km² correspondem a terra firme e (0.9%) 0.54 km² é água.

## Demografia
Segundo o censo de 2010, tinha 28.353 habitantes residindo no município de Perry. A densidade populacional era de 470,1 hab./km². Dos 28.353 habitantes, o município de Perry estava composto pelo 94.56% brancos, o 2.87% eram afroamericanos, o 0.15% eram amerindios, o 0.42% eram asiáticos, o 0.01% eram insulares do Pacífico, o 0.48% eram de outras raças e o 1.5% pertenciam a duas ou mais raças. Do total da população o 1.54% eram hispanos ou latinos de qualquer raça.